# 김진영 (1939년)
김진영(1939년 3월 13일~)은 대한민국의 정치인이다. 제13대 국회의원, 제2·3대 통합 영주시장을 역임했다.

## 역대 선거 결과
|  | 50.19% |

|  | 36.11% |

|  | 40.56% |

|  | 31.09% |

| 전임 위성소 | 제2·3대 경상북도 영주시장 1995년 7월 1일~2002년 6월 30일 | 후임 권영창 |